# 外堀川
外堀川（そとぼりがわ）は、野田川水系の支流で兵庫県姫路市の南部を流れる河川。外濠川とも表記し、一般には三左衛門堀（さんざえもんぼり）と呼ばれる。野田川を介して姫路港につながる。
「三左衛門堀」の名は、姫路城を本格築城した池田輝政の通称「三左衛門」に因む。

## 地理
播磨平野西部、兵庫県姫路市市街地・姫路城北東の野里上野町で普通河川北条川から分流して姫路城や姫路駅の東側を通って南下し、北条口の巽橋より二級河川となる。テラッソ姫路附近で西向きから南向きに変わり、ほぼ駅南大路に沿って南流。姫路バイパスをくぐった飾磨区上野田の三ノ切橋から野田川に名を変える。流域はほぼ平坦である。

## 歴史
- 姫路へ入府した池田輝政は姫路城本格築城の一環として、市川水系下流部の大規模な付け替えを試みた（船場川も参照）。三左衛門堀もその一つで、かつて船場川（当時は妹背川または三和川）の支流だった飾磨川の河跡を利用し、播磨灘から姫路城外濠までの約4kmに運河を開削、軍船を入れると共に舟運を興そうとしたのである（「飾磨川の河跡利用」については異説あり）。
- しかし播磨灘と外濠とでは水位差が10m以上あり、城付近ではかなり掘り下げないと運河として機能しないこと、輝政が慶長18年（1613年）に死去したことなどから、計画は放棄され、流路のみが残った。なお姫路城下への運河構想は、池田家に代わって姫路に封じられた本多忠政が船場川を用いて実現させた。
- 戦前までは清流を保ち、両岸には松並木が並んでいたが、戦後に入ると水質が悪化しドブ川となってしまった。このため昭和37年（1962年）に都市計画で「運河公園」を立案、汚泥の除去などに努め、昭和49年には「二級河川外堀川」に指定された。運河公園は昭和63年、国土交通省から「手づくり郷土賞」（ふるさとに恵みを与える川）を受賞した[4]

## 流域の自治体
兵庫県
姫路市

## 並行する交通

### 道路
- 駅南大路